# Xã Adrian, Quận Watonwan, Minnesota
Xã Adrian (tiếng Anh: Adrian Township) là một xã thuộc quận Watonwan, tiểu bang Minnesota, Hoa Kỳ. Năm 2010, dân số của xã này là 142 người.